# Senj
Senj (pronunciado /señ/ en español; en alemán: Zengg, en italiano: Segna, en latín: Senia) es una ciudad del Condado de Lika-Senj en Croacia. El 97% de su población se declara croata.
Está situada a orillas del mar Adriático al pie del monte de Vratnik (694 m) que separa el macizo Velebit de las montañas de Gorski Kotar. Debido a su emplazamiento, el viento llamado bora suele soplar sobre Senj.

## Historia

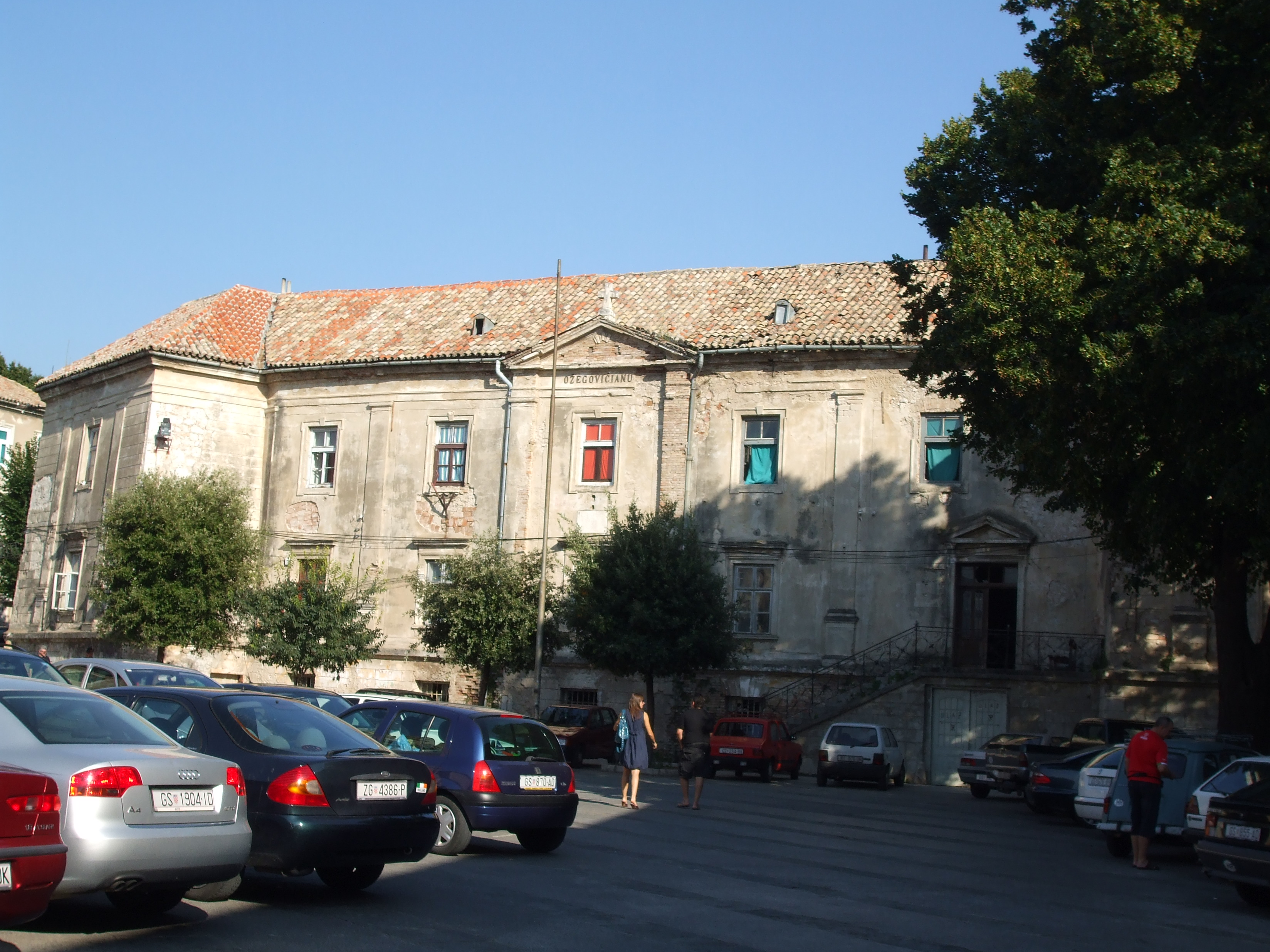
Plaza central de Senj.

La zona está habitada desde la prehistoria. Existió en el mismo emplazamiento un campamento llamado Attienities según algunos documentos griegos del siglo IV a. C.. Los romanos utilizaron «Senia» como punto de apoyo en sus luchas contra los ilirios en el siglo II a. C. y de este modo lo elevaron a puerto principal de la costa dálmata. Los ávaros y los croatas se instalaron en Senj en el siglo V después de haber saqueado la ciudad. 
La diócesis de Senj se fundó en 1169. El rey de Hungría Béla III donó la ciudad a la Orden de los Caballeros Templarios en 1184 y en 1271 se convirtió en propiedad soberana de los Frankopan, los duques de Krk.
El 1248, el obispo de Senj fue autorizado por el Papa Inocencio IV a usar el alfabeto glagolítico y el croata en la liturgia. En 1494 se fundó una imprenta (de las primeras del sudeste europeo) y editó los incunables «El Misal Glagolico» y Spovid općena.
Para prever la defensa contra los otomanos y venecianos se reforzó en 1469 la guarnición de Senj, que también se preparó para acoger a los refugiados de las regiones cercanas. El fuerte de Nehaj fue una construcción emplazada sobre la colina de Trbušnjak, cercana a la ciudad, cuyas obras acabaron en 1558. Las guerras contra el ejército otomano se extendieron a lo largo de todo el siglo XVII. Los héroes de aquel tiempo fueron los uskoci, una especie de corsarios croatas, que acabaron exiliados en el interior del país una vez que los Habsburgo iniciaran sendos procesos de paz con Venecia y Constantinopla.
El siglo XVIII representó una época de prosperidad con la construcción, en particular, de la carretera Josefina (entre Karlovac y Rijeka atravesando Senj). Asimismo se restauró el puerto, construyéndose además numerosos almacenes, silos y dependencias, además de unos nuevos rompeolas. Sin embargo, la vía férrea entre Karlovac y Rijeka evitaba Senj, por lo que los barcos mercantes empezaron a evitar la ciudad, dirigiéndose más bien hacia Trieste o Rijeka. Senj conoció un gran periodo de emigración, por tanto, que se agudizó aún más si cabe a partir de la Segunda Guerra Mundial. En 1943, los bombardeos afectaron gravemente la ciudad, destruyendo parte de los monumentos más importantes. Hoy en día, Senj es una localidad marítima de pescadores y aficionados a la navegación, principalmente. 

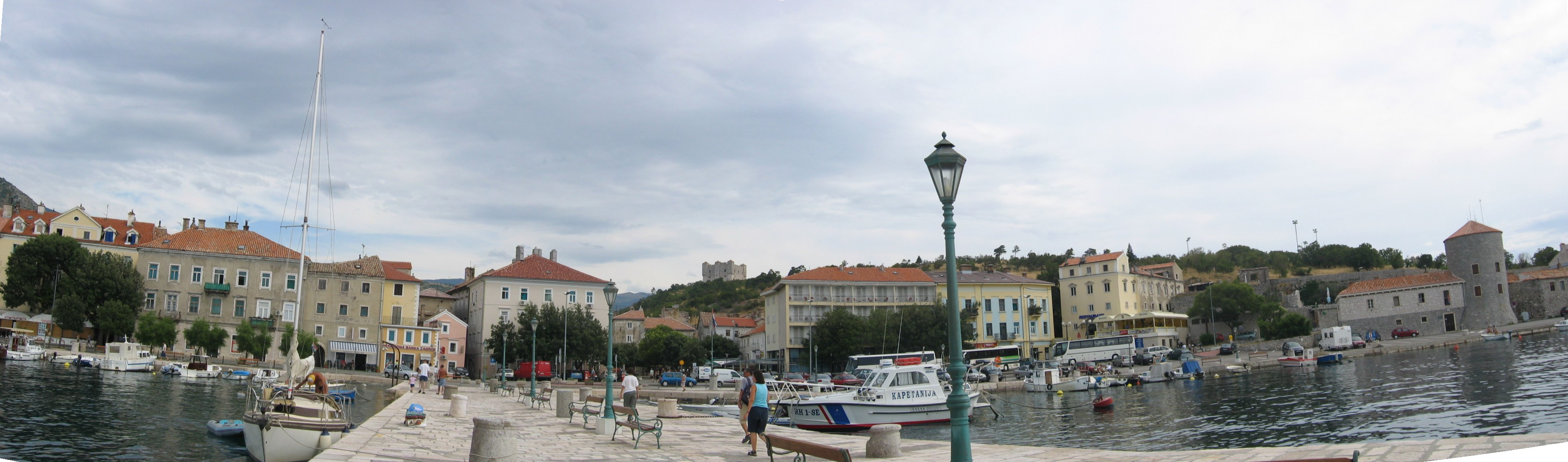
Vista del puerto de Senj.

## Demografía
En el censo 2011 el total de población de la ciudad fue de 7 182 habitantes, distribuidos en las siguientes localidades:
- Alan -  17
- Biljevine -  51
- Bunica -  85
- Crni Kal -  72
- Jablanac - 83
- Klada - 39
- Krasno - 476
- Krivi Put -  33
- Lukovo -  36
- Melnice -  57
- Mrzli Dol - 28
- Pijavica - 262
- Podbilo -  25
- Prizna - 45
- Senj - 4 810
- Senjska Draga - 85
- Starigrad - 15
- Stinica - 73
- Stolac -  41
- Sveta Jelena - 16
- Sveti Juraj -  599
- Velike Brisnice - 0
- Veljun Primorski - 70
- Volarice - 86
- Vrataruša - 11
- Vratnik -  59
- Vrzići - 8

| Gráfica de población de Senj 1857-2011                              |
|                                                                     |
| Según los censos de población de la oficina estadística de Croacia. |

## Personajes ilustres

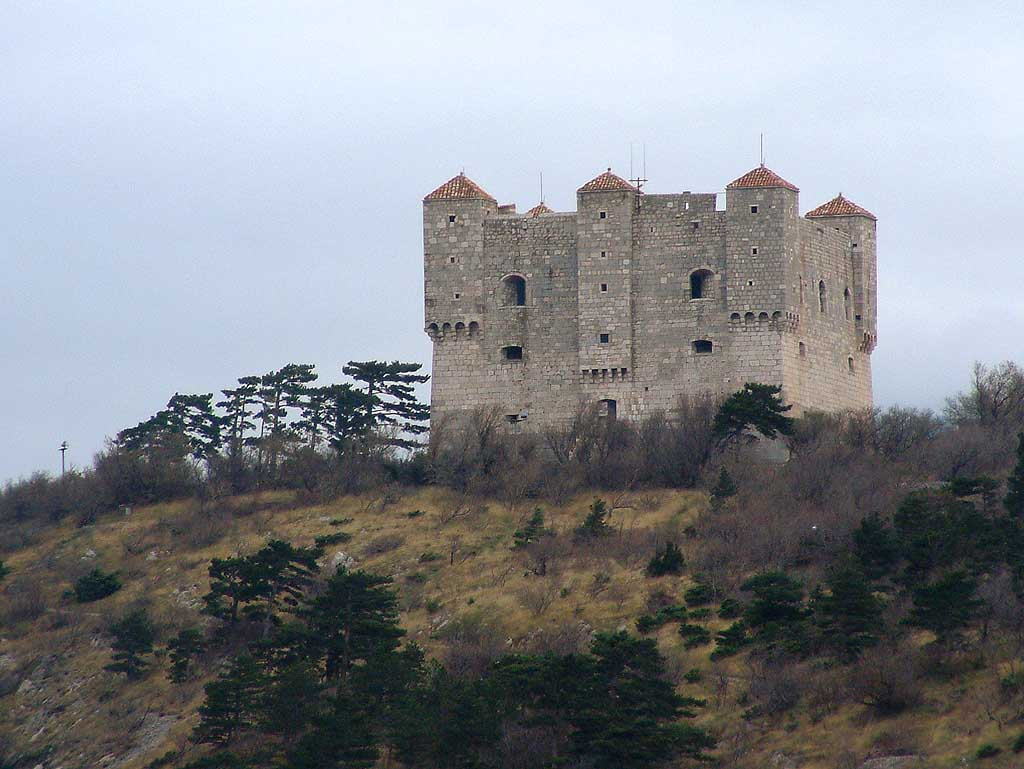
Fuerte de Nehaj.

- Vladimir Ćopić (1891-1939), político y militar yugoslavo.

Cuatro poetas croatas han nacido y vivido en Senj:
- Vjenceslav Novak (1859-1905)
- Silvije Strahimir Kranjčević (1865-1908)
- Milan Ogrizović (1877-1923)
- Milutin Cihlar Nehajev (1880-1931)

## Hermanamientos

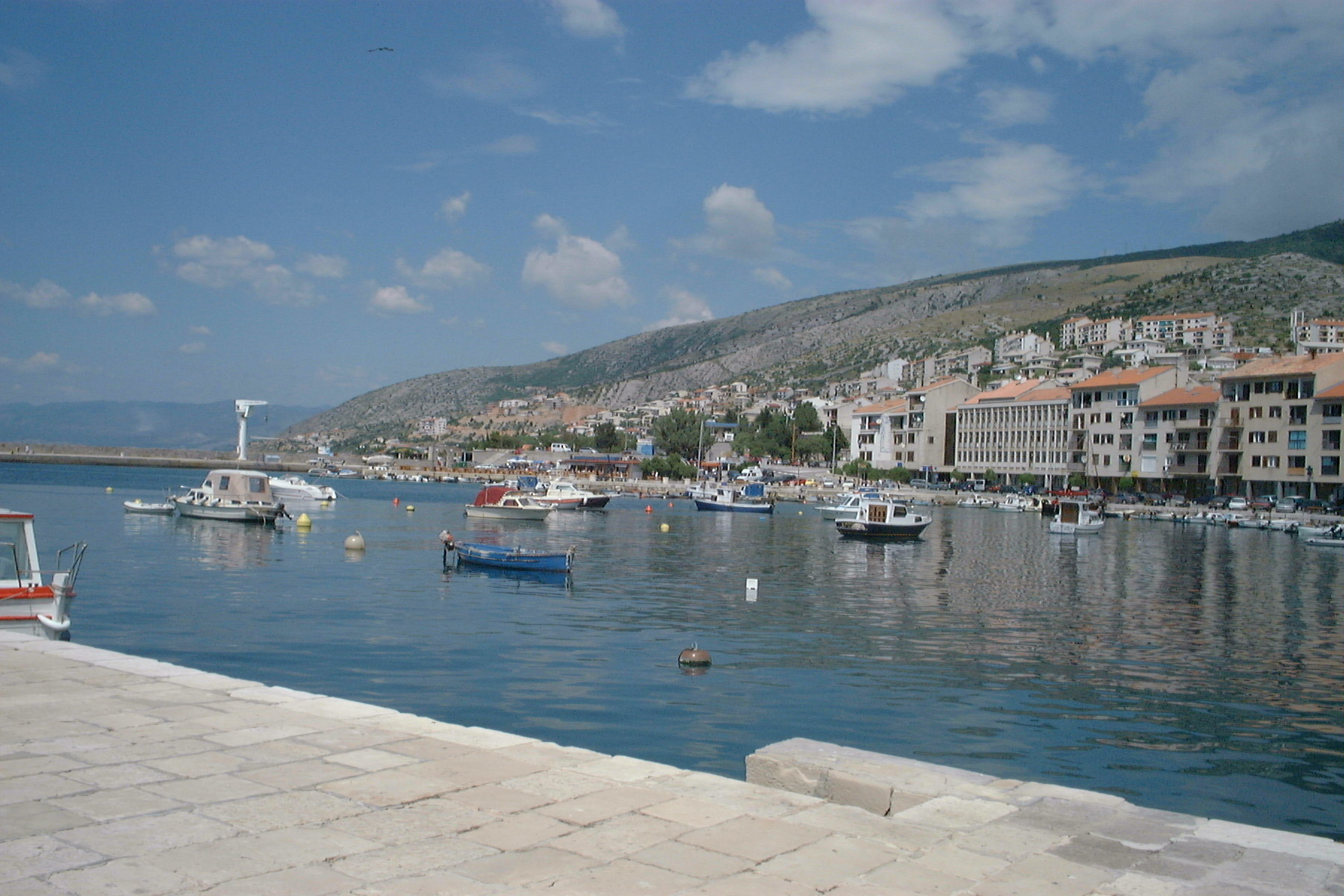
Vista general de Senj y de su puerto.

La ciudad está hermanada con las siguientes localidades:
- Kőszeg, Hungría
- Vratimov, República Checa
- Wielun, Polonia
- Sorbiers, Francia
- Senec, Eslovaquia
- Parndorf, Austria
- Vrbovec, Croacia